# Cremorne Motor Manufacturing Company

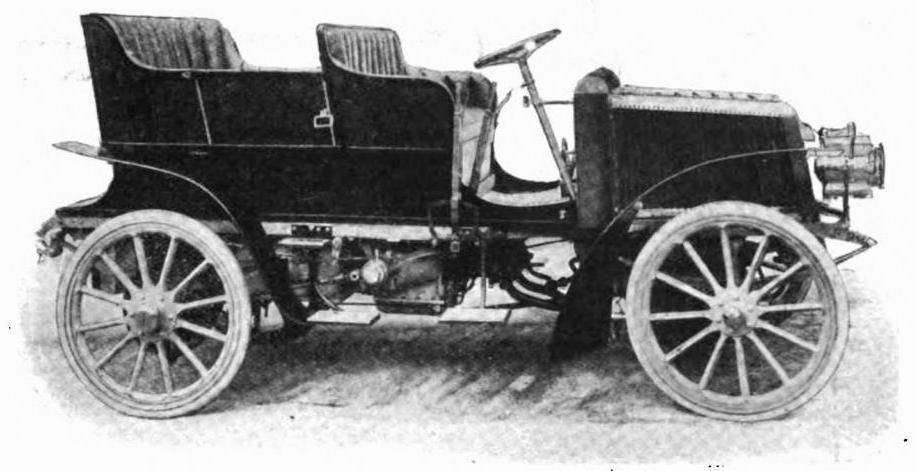
Cremorne 25 HP von 1904

Cremorne Motor Manufacturing Company Ltd. war ein britischer Hersteller von Automobilen und Nutzfahrzeugen.

## Unternehmensgeschichte
Das Unternehmen aus dem Londoner Stadtteil Chelsea begann 1903 mit der Produktion von Automobilen. Der Markenname lautete Cremorne. 1904 endete die Pkw-Produktion. 1906 wurde das Unternehmen aufgelöst.

## Fahrzeuge
Das Unternehmen stellte Dampfwagen her. Im Angebot standen zwei Pkw-Modelle. Beide waren mit Zweizylindermotoren ausgestattet, die 6,5 PS bzw. 12 PS leisteten. Die Motorleistung wurde mittels Ketten an die Hinterachse übertragen. Offene und geschlossene Karosserien standen zur Auswahl.
Daneben gab es Lastkraftwagen mit 1 und 1,5 Tonnen Nutzlast. 1906 wurde ein Omnibus mit 36 Sitzplätzen angeboten. Ein Vierzylindermotor mit 20 PS Leistung trieb den Bus an.